# Ferrocarril de Gaza
El ferrocarril de Gaza és un ferrocarril de via estreta de 762 mm d'ample que opera al sud de Moçambic des de Xai-Xai (antiga Villa de João Belo) per la intersecció de Manjacaze (53 km) amb ramals a Chicomo (37 km) i Mauela (50 km). Va ser construït l'any 1900 per al transport de passatgers i anacards. Amb els ramals, la seva longitud total era de 140 km. El ferrocarril utilitzava algunes petites locomotores de vapor estatunidenques, incloent una  Baldwin 2-8-0 construïda el 1925, una Baldwin 0-6-2 i una Alco 2-6-0. En 2000 parts de la línia de ferrocarril van ser arrossegades per les inundacions i el ferrocarril no ha estat utilitzat des de llavors.